# Mário de Mello Mattos
Mário de Mello Mattos (* 10. Juni 1919 in Rio de Janeiro; † vor 1995) war ein  brasilianischer  Militär und Diplomat.

## Leben
Mário de Mello Mattos trat 1940 in die Escola Militar de Realengo ein. Anschließend besuchte er die Escola de Aperfeiçoamento de Oficiais, die Escola de Comando e Estado-Maior do Exérciton und besuchte einen Kurs der Escola Superior de Guerra. An der Pontifícia Universidade Católica do Rio de Janeiro studierte er Öffentlichkeitsarbeit.
Er war mit Lygia de Mello Mattos verheiratet, ihre Kinder sind Vera Lúcia Souto Audi und Márcio de Mello Mattos.
Im Dezember 1940 wurde er zum Offizierslehrgang zugelassen, wurde im August 1941 2°-Tenente, im Oktober 1942 1°-Tenente, im Juni 1945  Capitão, im Juni 1952 Major, im Dezember 1960 Tenente Coronel, im August 1965 Coronel, im November 1973 General-de-Brigada im März 1978 General-de-Divisão im November 1981 General-de-Exército.
Von 1951 bis 1953 und von 1956 bis 1962 unterwies er an der Escola de Comando e Estado Maior do Exército. 1953 und 1955 unterwies er brasilianische Militärmissionen in Paraguay. Von 1966 bis 1968 kommandierte er die Kadetten der Academia Militar das Agulhas Negras. 1965 und von 1968 bis 1970 wurde er an der Escola Superior de Guerra beschäftigt. Von 1970 bis 1973 kommandierte er das l°-Regimento de Obuses 105 - Regimento Floriano in Rio de Janeiro. 1973 leitete er das Gabinete da Diretoria de Armamento e Munição (Amt für Bewaffnung und Munition). Er kommandierte das Artilharia Divisionâria da 3° Divisão de Exército. Er war Generalstabschef und leitete die Personalabteilung des Verteidigungsministeriums. In dieser Funktion wurde er 1984 von General Fernando Bethlem abgelöst und als Botschafter nach Paraguay entsandt. Am 23. September 1985 veröffentlichte das Erzbistum São Paulo „Brasil, nunca mais“ eine Studie über den Einsatz der Folter in Strafverfahren von Militärgerichtshöfen von 1964 bis 1979.
Mário de Mello Mattos gehörte zu den 444 Militärs, die als Verantwortliche für die Folter benannt werden konnten.